# 2017 BX
2017 BX est un astéroïde géocroiseur de type Apollon mesurant entre 4 et 15 mètres. Il fut découvert le 20 janvier 2017.
Il s'est approché à (0,69 distance Terre-Lune) de la Terre le 25 janvier 2017. 